# Kumenan (Okayama)
Kumenan (久米南町 Kumenan-chō?) es un pueblo localizado en la prefectura de Okayama, Japón. En junio de 2019 tenía una población estimada de 4.575 habitantes y una densidad de población de 58,2 personas por km². Su área total es de 78,65 km².

## Geografía

### Localidades circundantes
- Prefectura de Okayama
  - Okayama
  - Akaiwa
  - Misaki

## Demografía
Según los datos del censo japonés, esta es la población de Kumenan en los últimos años.
| Año del censo | Población |
| ------------- | --------- |
| 1995          | 6.266     |
| 2000          | 6.115     |
| 2005          | 5.690     |
| 2010          | 5.296     |
| 2015          | 4.907     |